# Cola attiensis
Cola attiensis är en malvaväxtart som beskrevs av Aubrev. och Pellegr.. Cola attiensis ingår i släktet Cola och familjen malvaväxter. Utöver nominatformen finns också underarten C. a. bodardii.